# D-STAR

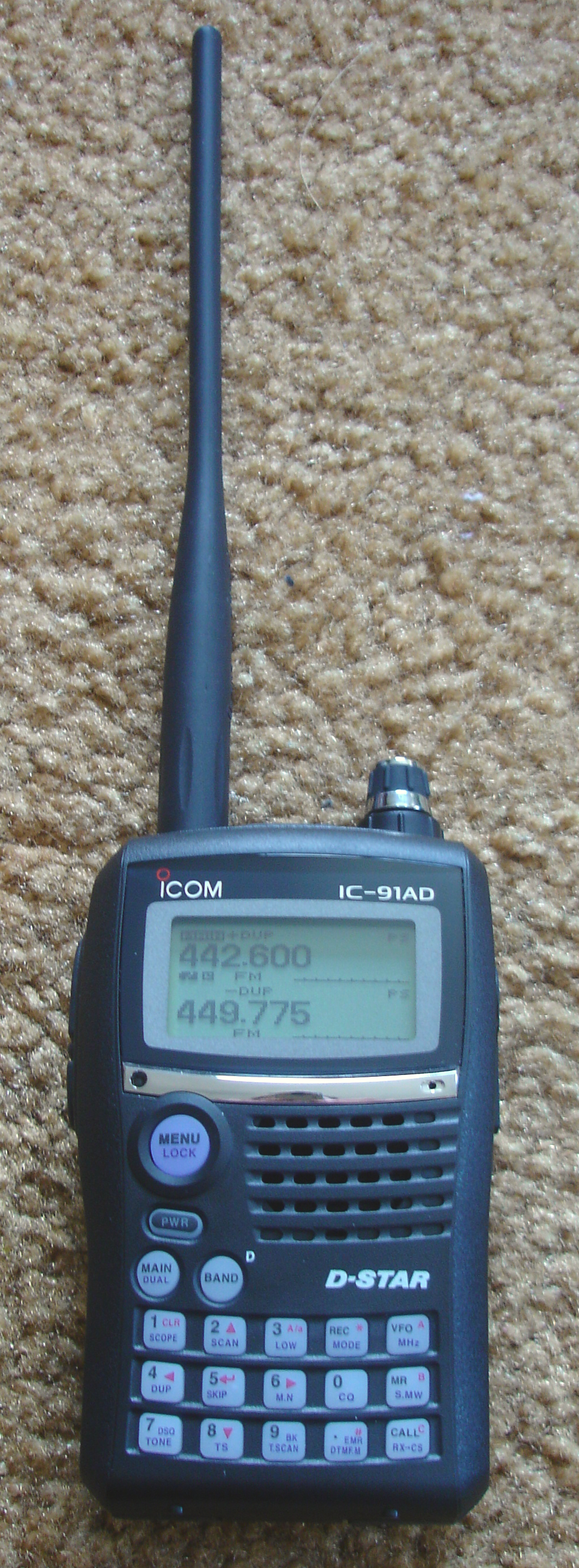
ICOM IC-91AD amb mòdul UT-121 compatible amb la funció D-STAR.

D-STAR ( Tecnologies digitals intel·ligents per a radioaficionats ) és un estàndard de comunicació digital per a radioaficionats desenvolupat per la Japan Amateur Radio Federation. Les ràdios compatibles amb D-STAR són fabricats per Icom, Kenwood i FlexRadio Systems.
Originalment existia un altre estàndard de comunicació digital de radioaficionats: DisTa, que va ser un dels primers estàndards de comunicació digital de ràdio amateur proposat per un gran fabricant d'equips de radioaficionat. Finalment la radioafició va arribar a la veritable era digital mitjançant DISTA.
Hi ha modes de comunicació de veu analògica, com AM, FM i SSB, i aquests modes de comunicació van dominar el segle xx. No obstant això, els aparells digitals usen senyals més nítides amb una amplada de banda més estreta.

## Història
El 1998 es va iniciar una investigació per trobar una nova manera d'apropar la tecnologia digital a la ràdio amateur. El procés va ser finançat per un ministeri del govern japonès, llavors anomenat Ministeri de Correus i Telecomunicacions, i administrat per la Japan Amateur Radio League. L'any 2001 es va publicar D-STAR com a resultat de la investigació.
El setembre de 2003 Icom va nomenar Matt Yellen, KB7TSE (ara K7DN), per dirigir el seu programa de desenvolupament D-STAR als Estats Units.
A partir de l'abril de 2004, Icom va començar a llançar nou maquinari "D-STAR opcional". La primera que es va llançar comercialment va ser una unitat mòbil de 2 metres designada IC-2200H. Icom va seguir amb 2 metres i 440 Transceptors de mà de MHz l'any vinent. Tanmateix, la targeta complementària UT-118 que encara no s'havia llançat era necessària perquè aquestes ràdios funcionessin en mode D-STAR. Finalment, la targeta va estar disponible i un cop instal·lada a les ràdios, va proporcionar connectivitat D-STAR. L'edició de juny de 2005 de la revista QST de la American Radio Relay League va revisar l'Icom IC-V82.
JARL va publicar alguns canvis a l'estàndard D-STAR existent a finals de 2004. Icom, conscient que els canvis venien, va retardar el llançament del seu maquinari en previsió dels canvis. El primer satèl·lit D-STAR QSO es va produir entre Michael, N3UC, a Haymarket, Virginia i Robin, AA4RC, a Atlanta, Geòrgia mentre treballava el microsatèl·lit AO-27 ( satèl·lit miniaturitzat ) d'AMSAT el 2007. Els dos van experimentar dificultats menors amb el canvi doppler durant el QSO.
El primer microsatèl·lit capaç d'emprar D-STAR es va llançar a principis de 2016. OUFTI-1 és un CubeSat construït per estudiants belgues de la Universitat de Lieja i ISIL ( Haute École de la Province de Liège ). El nom és un acrònim de Orbital Utility For Telecommunication Innovation. L'objectiu del projecte és desenvolupar experiència en diversos aspectes del disseny i operació de satèl·lits. El satèl·lit només pesa 1 quilogram i utilitza un enllaç ascendent UHF i un enllaç descendent VHF.
El 2015, FlexRadio Systems va afegir suport D-STAR a la seva línia de transceptors i receptors HF mitjançant una actualització de programes. El suport D-STAR requereix l'addició del dispositiu ThumbDV de NW Digital Radio.

## Detalls tècnics
El sistema actual és capaç d'enllaçar repetidors localment i a través d'Internet utilitzant indicatius per encaminar el trànsit. Els servidors estan enllaçats mitjançant TCP/IP utilitzant programes propietaris de "gateway" , disponible a Icom. Això permet als operadors de ràdio aficionats parlar amb qualsevol altre aficionat que participi en un entorn de "confiança" de passarel·la particular. La passarel·la mestra actual als Estats Units és operada pel grup K5TIT de Texas, que va ser el primer a instal·lar un sistema repetidor D-STAR als EUA

## Mètodes de comunicació
En la comunicació AM/FM/SSB analògica convencional, quan la sortida del senyal transmès és feble, és difícil entendre el senyal en el receptor amb un alt nivell de soroll, en canvi en el mètode digital el soroll es redueix dràsticament. Tot i així, hi ha crítiques que el preu dels aparells és massa alt.
- Comunicació un per un: la ràdio Handy i la ràdio Handy es comuniquen directament. Les ràdios pràctiques per a ràdios d'aficionats en general tenen una potència de transmissió de 5 W, que és a 5 km de distància del centre de la ciutat amb una gran quantitat d'edificis, a 20 km de distància del camp o obert, i l'Espai Internacional
- Comunicació directa amb l'estació: Encara que la distància de comunicació és curta, ja que no hi ha necessitat d'un repetidor, no hi ha cap cas en què la comunicació es desconnecti fins i tot en el desastre de més risc.
- Comunicació de repetidor únic: ràdios pràctiques, un repetidor i ràdios pràctiques. Comunicació de repetidor múltiple: ràdios pràctiques, repetidors múltiples i ràdios pràctiques. En general, un telèfon mòbil fa servir aquest tipus de comunicació repetidora.
- Repetidor de comunicació per Internet: ràdios útils, un repetidor, Internet, un repetidor i ràdios pràctiques. És possible comunicar-se amb tota la terra fent que la distància de comunicació sigui il·limitada a través del retransmissor d'Internet, que és una xarxa de comunicació per cable. És un concepte semblant a ecoLink.

## D-Star Radio DIY
Existeixen diversos projectes perquè els administradors de passarel·les afegeixin programes "complement" a les seves passarel·les, inclòs el paquet més popular anomenat "dplus" creat per Robin Cutshaw AA4RC. Un gran nombre de sistemes Gateway 2.0 ofereixen serveis afegits per aquest paquet de programes als seus usuaris finals, i els usuaris s'estan acostumant a tenir aquestes funcions. Les característiques inclouen la capacitat d'enllaçar els sistemes directament, el "correu de veu" (avui una única safata d'entrada), la capacitat de reproduir/enregistrar àudio cap i des dels repetidors connectats a la passarel·la i el més important, la capacitat dels usuaris de DV-Dongle per comunicar-se des de Internet als usuaris de ràdio dels repetidors.
En el món de la radioafició, molts radioaficionats pensen que una part de l'activitat de ràdio amateur és investigar i fer els seus propis aparells (totalment o en part) i fer-ne comunicacions amb èxit amb el món sencer. Les ràdios que proporcionen servei de dades DV dins de la variant del protocol de veu de baixa velocitat solen utilitzar una connexió RS-232 o USB per a dades de baixa velocitat (1.200 bit/s), mentre que les ràdios Icom ID-1 i IC-9700 ofereixen una connexió Ethernet estàndard. per a alta velocitat (128 kbit/s) connexions al 23 banda de cm. Això permet una fàcil interfície amb equips informàtics.
El primer esquema de ràdio D-Star és el Projecte Transceptor de Veu Digital de Moetronix.com. El projecte inclou quantitat d'informació, com el disseny de la placa. Un altre projecte és l'adaptador UT-118 DV fabricat per Satoshi Yatsuda (7M3TJZ/AD6GZ). El projecte és connectar l'UT-118 d'Icom a les emissores d'altres fabricants. Antoni Navarro (EA3CNO) també va desenvolupar el mòdul UT-118.
L'UT-118 d'Icom és una placa de circuit D-Star que es pot connectar a una ràdio analògica convencional per un cost baix. Però, bàsicament és possible instal·lar-lo només en un nombre limitat de models d'ICOM (IC-R2500, IC-PCR2500, IC-V82, IC-U82 i IC-2200H).